# 诺尔维克 (阿拉斯加州)
诺尔维克（英語：Noorvik），是美国阿拉斯加州的一座城市。该市的人口在2000年为634人，2010年有668人。人口在阿拉斯加州排行第45。